# Fen
Fen (z niem. Föhn) – ciepły i suchy wiatr, wiejący z gór w doliny. W wyniku zmian fizycznych, następuje ogrzewanie i osuszanie spadającego powietrza oraz gwałtowne ocieplenie w obszarze jego oddziaływania. W Tatrach ten wiatr nosi nazwę halny.
Wiatry tego typu mogą spowodować znaczne podniesienie temperatury – nawet o 20 °C w ciągu kilku minut, jak to się niekiedy zdarza w Ameryce Północnej. Związane jest z nim niezwykle czyste i przejrzyste powietrze oraz chmury Altocumulus lenticularis o soczewkowatym kształcie. Nagłe porywy wiatrów fenowych przynoszą szkody w gospodarstwach rolnych, a także w leśnictwie (zobacz: wiatrołomy). Ponadto z wiatrami tego typu związana jest niekorzystna sytuacja biometeorologiczna – w czasie ich wiania obserwuje się pogorszenie samopoczucia, wzrost podenerwowania i agresji, a także wzrost liczby samobójstw.

## Mechanizm powstawania

Schemat powstawania fenu. Opad po nawietrznej i wiatr zstępujący powodują wyższą temperaturę u podstawy bariery po stronie zawietrznej

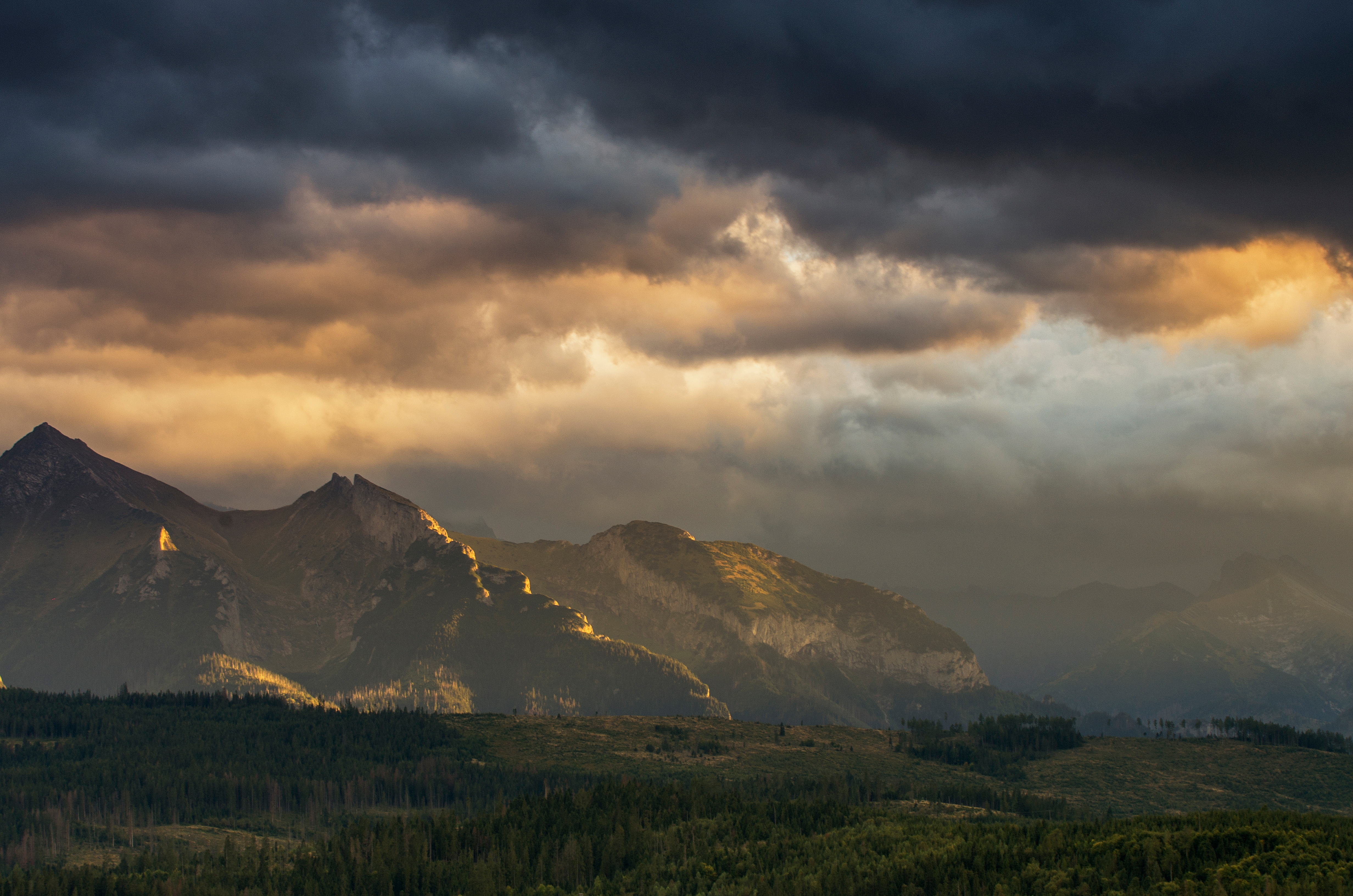
Fen w Tatrach

Powstanie i cechy fizyczne wiatrów fenowych wynikają z różnic, jakie występują w trakcie zmian temperatury powietrza wilgotnego i suchego w wyniku zmiany ciśnienia (zobacz: przemiana adiabatyczna, gradient adiabatyczny). Warunkiem powstania tego wiatru jest różnica ciśnienia atmosferycznego po obu stronach bariery górskiej. Różnica ta wymusza ruch powietrza. Powietrze, napotykając góry, unosi się, ochładzając się wilgotnoadiabatycznie, tj. ok. 0,6° na 100 m wysokości. W czasie unoszenia się powietrza następuje kondensacja – tworzą się chmury i deszcze. Suche już powietrze przekracza barierę szczytów górskich i opada po drugiej stronie ku dolinom. Opadając ogrzewa się, ale tym razem suchoadiabatycznie, tj. ok. 1° na 100 m. Stąd też wiatry fenowe są suche oraz znacznie cieplejsze, niż powietrze na tej samej wysokości po przeciwnej stronie gór. Im wyższa jest bariera górska, tym ta różnica może być większa.
Różnica temperatur powstaje wyłącznie w wyniku skraplania się pary wodnej zawartej w powietrzu. Jeżeli napływające powietrze jest suche lub góra jest zbyt niska, by zaszło skraplanie, to nie zachodzi zjawisko ogrzania powietrza po zawietrznej stronie. Zjawisko zachodzi tylko do pewnej wysokości góry. Powyżej, gdy temperatura rozprężonego powietrza jest niska i nie zawiera ono już prawie wcale pary wodnej, wzrost wysokości góry nie wywołuje tego zjawiska.
Niektóre nazwy regionalne fenu:
- halny – Tatry, Beskidy;
- Berkvint, Polák – Góry Orlickie po stronie czeskiej;
- Föhn – Alpy;
- Ponentà – Walencja;
- puelche – Chile (Andy);
- zonda – Argentyna (Andy);
- austrul – Karpaty Rumuńskie;
- chinook – Góry Skaliste;
- Santa Ana wind – Południowa Kalifornia, USA;
- Diablo winds – Północna Kalifornia, USA;
- Bejdewind – Afryka południowa.

W wysokich górach zjawiskiem wywołanym fenem jest inwersja opadów.